# Basilica dei Santi Medici
La basilica dei Santi Medici è un importante luogo di culto di Bitonto, in Puglia, dedicato ai santi Cosma e Damiano. Fu edificato nella seconda metà del XX secolo.

## Storia e culto
La posa della prima pietra della basilica dei Santi Medici a Bitonto, progettata da Giovanni Mongiello e Antonio Scivittaro,  avvenne il 5 maggio 1960 alla presenza del vescovo di Ruvo e Bitonto Aurelio Marena. La costruzione dell'edificio continuò per tredici anni, fino al 1973. Il 19 marzo di quello stesso anno, la nuova chiesa venne solennemente consacrata dallo stesso vescovo Marena.
Il 13 febbraio 1975 la chiesa venne elevata a basilica minore da papa Paolo VI.
Vi sono contenute le reliquie dei santi Medici Cosma e Damiano, attestate a Bitonto sin dal XVI secolo e in precedenza ospitate presso la chiesa di San Giorgio, nel centro storico, ormai insufficiente ad accogliere i numerosi fedeli che si riversavano nella città. Il culto bitontino dei santi Medici è infatti tra le più importanti realtà del turismo religioso dell'Italia meridionale.

## Descrizione

### Architettura
La chiesa, con pianta a croce latina è costituita da un'unica navata lunga 60 metri, mentre il transetto misura 20 metri. Al centro dell'abside è presente una cattedra di granito rosso e una struttura in cristallo che accoglie le statue dei santi Medici. In una nicchia sull'altare sono invece situate le reliquie delle braccia e le mani dei santi.
Sulla parete sinistra, un mosaico di grandi dimensioni rappresenta l'apparizione dell'Immacolata Concezione al generale Montemar nel corso della battaglia di Bitonto (1734). La chiesa infatti è stata eretta su piazza XXVI Maggio 1734, dove è situato l'obelisco Carolino.
Durante la festa patronale dell'Immacolata, presso la chiesa termina la processione che parte dalla cattedrale.

### Organo a canne
Sulla cantoria in controfacciata, si trova il grande organo a canne, costruito nel 1971 dalla ditta organaria padovana Ruffatti.
Lo strumento, a trasmissione elettrica con consolle a piano della navata, ha 60 registri su tre manuali e pedale.